# Ядро каолінове
Ядро каолінове (рос. ядро каолиновое, англ. kaolinic core, нім. Kaolinkern m) – структурний комплекс, складений з алюмінію і кремнію (Al2Si2O7), що входить до складу алюмосилікатів (у розумінні В.І.Вернадського). В процесах вивітрювання цей стійкий структурний комплекс не руйнується і переходить до складу каолініту. 
Теорія каолінового ядра відіграла певну позитивну роль в історії мінералогії. В.І.Вернадський, 1898.

## Інтернет-ресурси
- Каолиновое ядро